# Велковци (област Велико Търново)
Вижте пояснителната страница за други значения на Велковци.
Велковци е село в Северна България.
То се намира в община Елена, област Велико Търново.

## География
Село Велковци се намира в планински район.